# 도멘 드 마리

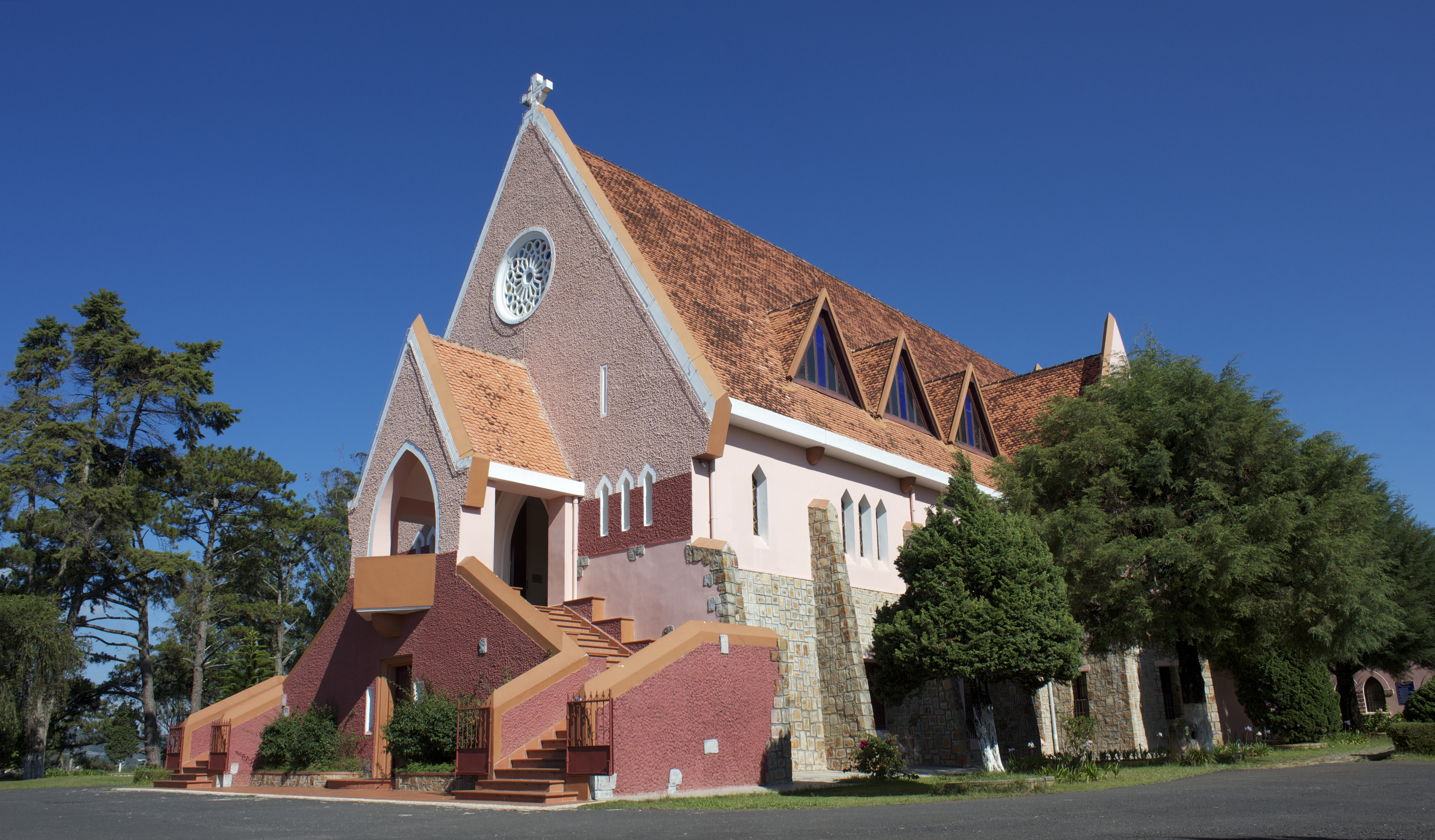
도멘 드 마리 교회의 전경.

도멘 드 마리(Domaine de Marie, 베트남어: Mai Anh)는 베트남 달랏에 위치해 있는 카톨릭 수도원이다. 또한 도멘 드 마리 교회의 역사는 1940년의 초기 건축으로 거슬러 올라가며, 프랑스와 베트남 스타일의 건축 양식이다. 그리고 도멘 드 마리는 달랏 로마 가톨릭 교구의 일부이며, 지역 어린이들을 위한 학교를 운영하는 수녀원을 포함하고 있다.

## 역사

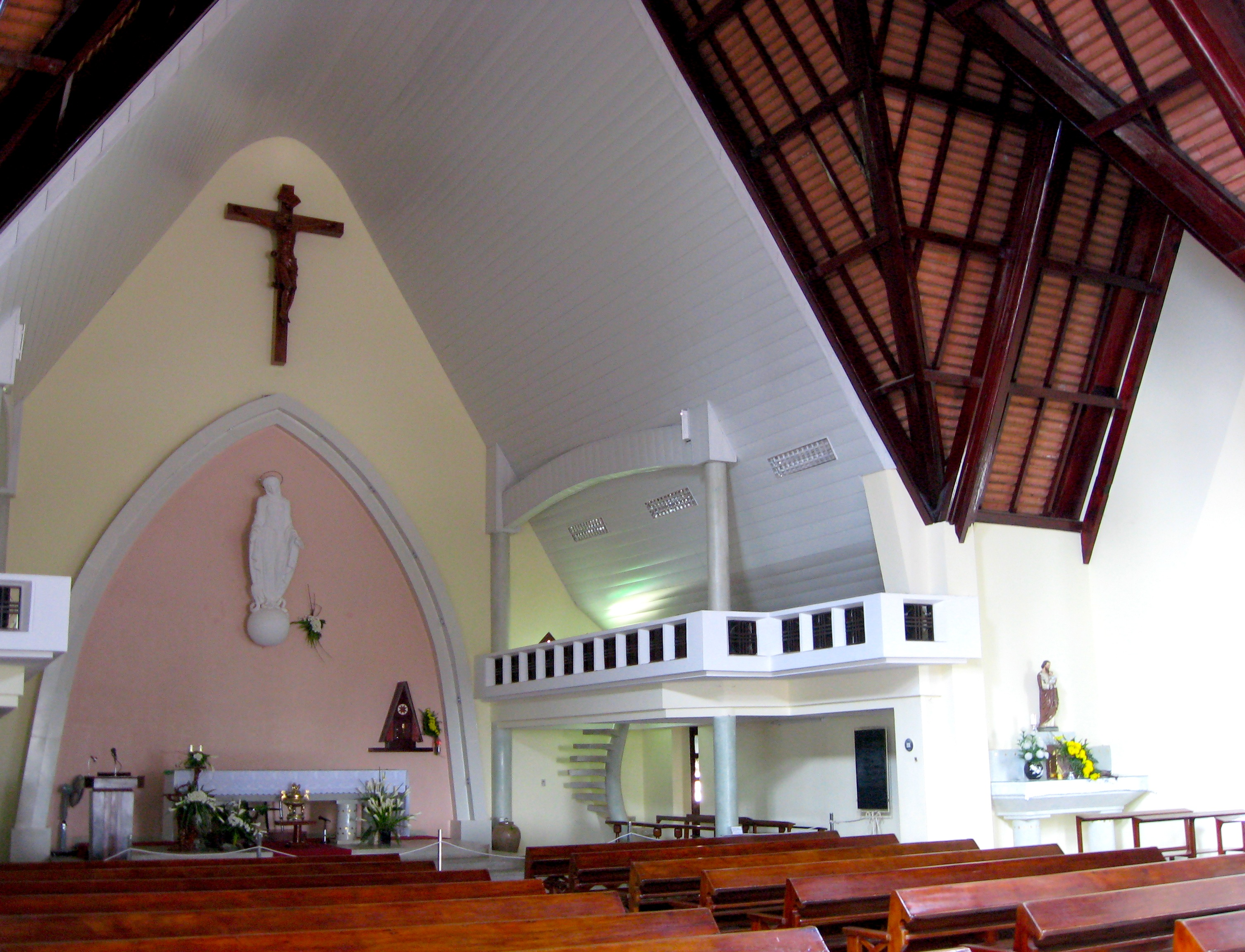
교회 내부 인테리어

이 단지의 건축은 1940년에 시작되었다.  도멘 드 마리 성당에는 1944년 교통사고로 죽은 장 드쿠(프랑스령 인도차이나 총독, 1940년 7월 ~ 1945년 3월 9일 재임)의 아내인 수잔느 움베르의 유골을 보유하고 있다. 그녀의 무덤은 교회 로비 바로 뒤에 위치하고 있으며, 꽃이 많은 넓은 부지에 있다.

## 건축물
교회는 달랏 언덕 위에 위치하고 있다. 17세기 프랑스 건축 양식을 연상시키는 스타일로 건축되었다. 벽은 분홍색 석회암으로 만들어졌다. 교회에는 스테인드 글라스 창문과 3m의 성모 마리아 상이 지구본 위에 서 있다. 이 조각상은 베트남 여성과 비슷하며 1943년 프랑스 건축가 존세르(Jonchère)가 디자인하고, 드쿠 여사가 기증했다. 현지인들은 ‘쉐리 교회’라는 별명으로 부르는데 이것은 프랑스와 베트남 건축의 융합을 의미한다. 프랑스의 영향은 냐롱(Nha Rong) 스타일로 디자인된 복합 지붕의 다양한 지붕과 함께 ‘창조적인 조명 조작’을 허용하는 벽에서 엿볼 수 있다. 교회의 외관은 이등변 삼각형으로 설계되었으며 작은 아치 모양의 창으로 유명하다. 십자가는 건물의 삼각형 꼭지점 부분 위에 있다. 교회는 12만m2에 이르는 복합 단지의 일부이며 두 개의 수도원이 있다.

## 종교적 이용

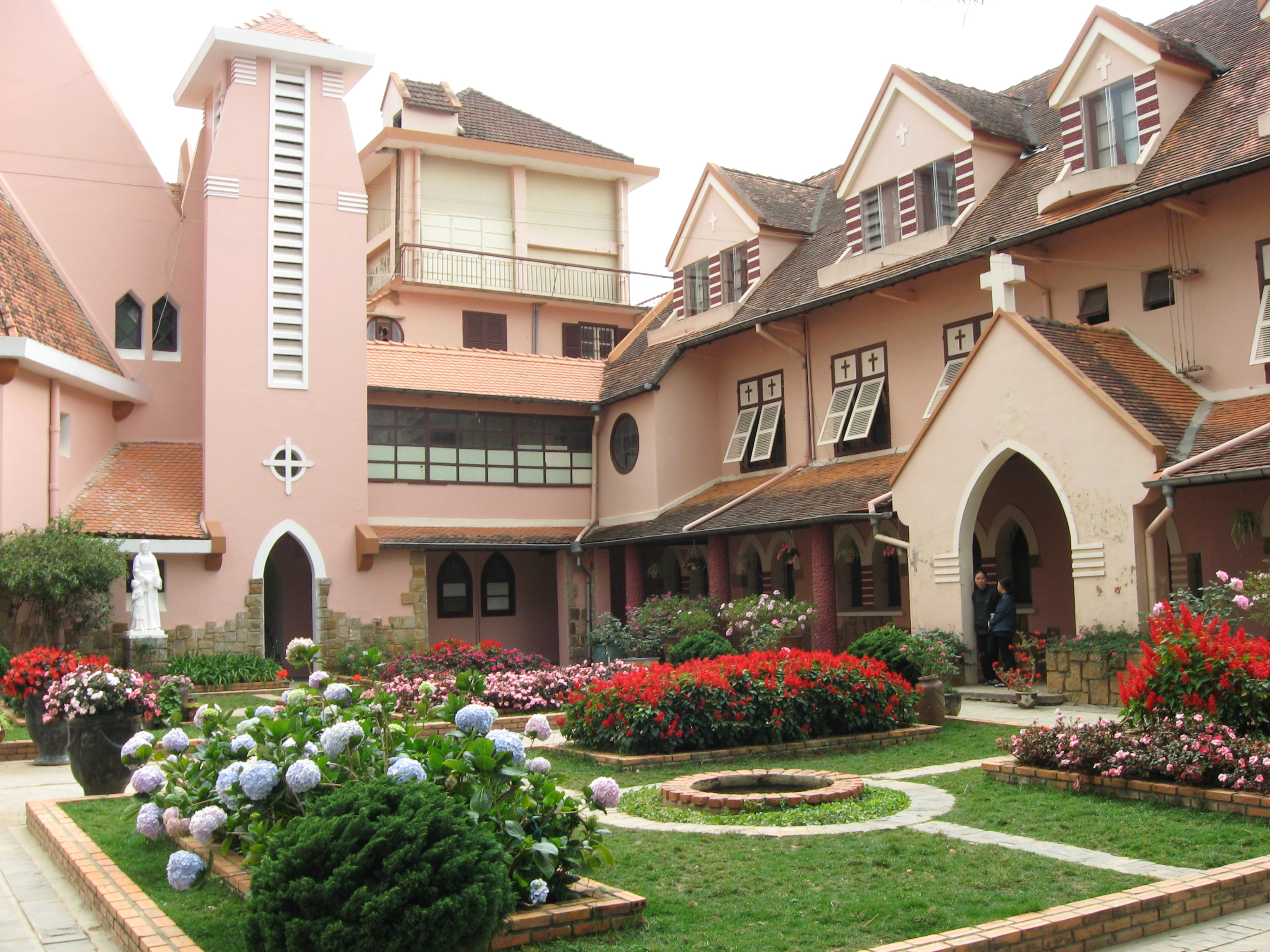
회랑

2007년 기준으로, 빈첸시오아바오로 사랑의 딸회(Daughters of Charity of Saint Vincent de Paul) 소속의 수녀 23명이 여전히 청각장애를 가진 수많은 젊은 여성들과 아이들과 함께 수녀원에 살고 있다. 사랑의 딸회는 1940년 이래 프랑스령 인도차이나에 있었다. 1941년에 두 명이 달랏에 파견되어 수녀원을 설립할 지역을 답사했다. 언덕 꼭대기에 자리를 확보했기 때문에, 1941년 10월 말, 프랑스령 인도차이나 식민지 주변의 여러 곳에서 30명의 수녀가 도착했다. 1942년 11월에 교회가 문을 열었을 때 60명의 수녀와 사제가 있었다. 수년에 걸쳐 수녀원은 교단에 참여하기를 원하는 베트남 소녀들을 받아들였다. 그렇게 교회에서 고아원도 운영을 했다. 2007년 현재 교회는 300명의 어린이를 둔 유치원을 운영하고 있다. 이런 활동으로 벌어들인 수익은 도멘 드 마리를 유지하는데 도움이 되었다. 이 단지는 달랏의 로마 카톨릭 교구의 일부이다.

## 예배
2015년 현재 교회는 평일 17:00, 일요일 두 번 (5:45 및 16:30) 예배를 운영하고 있으며 이 시설은 관광객과 일반인에게 개방되어 있다.